# Château de Schwarzenburg
Ne doit pas être confondu avec Château de Schwarzenbourg ou Château de Schwarzenberg.
Le château de Schwarzenburg est un château situé dans la municipalité de Schwarzenburg dans le canton de Berne en Suisse.
Il a été construit entre 1573 et 1576 pour les baillis fribourgeois et bernois, pour remplacer un ancien château en ruines, le château de Grasburg.
Depuis 1803, c'est la résidence officielle du préfet bernois.